# Running Man (Fernsehsendung)
Running Man (koreanisch: 런닝맨) ist eine südkoreanische Variety-Show. Die Sendung wurde zum ersten Mal am 11. Juli 2010 ausgestrahlt.
In der Show Running Man müssen sieben Prominente in der Hauptbesetzung (Yoo Jae-suk, Haha, Ji Suk-jin, Kim Jong-Kook, Song Ji-hyo und Yang Se-chan) mit wechselnden prominenten Gästen bestimmte Missionen erledigen, um das Rennen zu gewinnen. 
Ursprünglich wurde Running Man als „urbane Action-Variety-Show“, eine Art der Variety, die im städtischen Raum spielt, konzipiert. Dabei mussten die Prominenten in den ersten Episoden je Aufgaben an bedeutenden koreanischen Orten und Wahrzeichen meistern, um die Folge zu gewinnen.